# 전력연구원

전력연구원 전경

전력연구원(電力硏究院, KEPCO Research Institute)은 한국전력공사를 비롯한 전력그룹사의 중앙연구소로 한국 전력산업의 중추적인 역할을 담당하는 종합연구소이다. 대전광역시 유성구 문지로 105에 위치하고 있다.

## 연혁

궁리역행

- 1961년 7월 - 한국전력(주) 전기시험소 발족
- 1972년 3월 - 기술개발연구소로 개칭
- 1976년 3월 - 기술연구소로 개칭
- 1983년 6월 - 한국전력공사 기술연구본부로 확대
- 1984년 5월 - 기술연구원으로 개칭
- 1986년 3월 - 대전으로 이동
- 1993년 4월 - 신사옥 완공 및 이전 (대덕 연구단지)
- 1995년 7월 - 전력연구원으로 개칭
- 2016년 12월 - 기초전력연구원을 흡수하여 전력연구원 내 기초전력연구센터로 개편

## 조직

비전탑

| 연구소/실          | 세 부 조 직                                                              |
| ------------------ | ------------------------------------------------------------------------ |
| 기획관리실         | 전략경영부, 경영지원부, 시설운영부, ICT운영팀 R&D홍보팀                  |
| 연구전략실         | R&D기획팀, R&D운영팀, Global Biz팀, 에너지밸리연구센터, 고창전력시험센터 |
| 신재생에너지연구소 | 재생에너지연구실, 전력신소재연구실, 에너지저장연구실                     |
| 디지털솔루션연구소 | SW플랫폼연구실, ICT융합연구실, 디지털제어연구실                          |
| 기후환경연구소     | 기후대응연구실, 대체에너지연구실, 저녁환경연구실                         |
| 발전기술연구소     | 지능형발전연구실, 신발전시스템연구실, 터보시스템연구실, 전문기술센터     |
| 차세대송변전연구소 | 전력망신기술연구실, 송전기술연구실, 변전기술연구실, 구조내진연구실       |
| 스마트배전연구소   | 신배전망연구실, 전력IoT연구실, 배전시스템연구실, 에너지솔루션연구실      |
| 기초전력연구센터   | 연구기획팀, 연구관리실, 성과활용팀                                       |

전력연구원 조직도

## 위상과 역할
전력연구원은 한국전력공사의 Vision인 ‘Smart Energy Creator, KEPCO’와 전력연구원 Vision인 ‘전력기술의 새로운 지평을 열어가는 세계 정상의 연구원’을 실현하는 데 기여할 수 있도록 ‘한전의 미래창조 발전전략의 10대 신성장동력사업 기술가치 창출’의 목표를 설정하고 이를 달성하기 위하여 최고의 기술력, 최상의 고객만족 및 최적의 연구문화를 구축하여 왔다.
한국전력공사, 6개 발전자회사, 한전KDN, 한전전력기술, 한전KPS 및 한전원자력연료로 구성된 전력그룹사의 중앙연구소 역할을 담당하고 있는 전력연구원은 지난 50여년간 새로운 전력기술을 개발하여 보급함으로써 대한민국 전력산업의 성장을 견인하고 국민들에게 안정적인 전력을 제공하는 데 많은 기여를 하였다. 전력연구원은 ‘나주 빛가람 새시대에 창조와 융합으로 새로운 미래 가치를 창출하기 위해 개방·창조·도전·변화의 정신을 바탕으로 전력에너지 R&D플랫폼 체계를 구축’을 목표로 본연의 임무인 ‘전력그룹사 기술수요 충족, 에너지신산업 기술개발 및 비지니스모델 창출 등 국내 전력산업의 지속발전 선도’에 모든 역량을 집중하고 있다. 또한 전력연구원은 국가적인 차원에서 △중장기 전력기술개발 전략제시, △에너지신산업 기술개발 선도,  한국전력공사 부설연구소 차원에서는 △기술혁신을 통한 신사업 기회 창출 △회사의 경영에 필요한 최적 기술수단 제공, 전력그룹사 중앙연구소 차원에서는 △전력설비 최적운영을 위한 기술개발 및 자문 △전력사 공통 기반기술개발 및 지원을 목표로 Global KEPRI를 구현하고 있다.
이를 위하여 전력그룹사의 기술현안 해결, 미래 기술수요충족과 신 전력기술연구 및 기술개발 수행과 국제공인시험기관, 국제공인조정기관 등의 역할 수행으로 국가 기술개발 기반확보에 주력하고 있다. 나아가, 환경문제해결과 전기품질 향상을 위한 연구 및 기술지원, 국내외 전력기술 구심점으로 해외 기술마케팅 및 해외 사업 지원 등을 성공적으로 수행해 오고 있다.
특히, 전력기술의 종합연구소로서 국내 전력기술개발을 체계적으로 수행하기 위하여 회사의 미래창조 발전전략과 이를 뒷받침하기 위한 전력기술발전기본계획 수립을 지원하는 한편, 실천계획인 전력사 공동 기술개발로드맵 등을 수립하여 전력산업 환경변화에 부응하는 효율적인 기술개발 체제를 확립하였다. 전력기술발전기본계획은 전력 관련 핵심요소기술로 120여개의 기술을 선정하여 이를 확보하기 위한 기본 전술을 제공하고 있으며, 전력기술개발 로드맵에서는 이를 위한 중장기 연구개발 및 투자 계획을 제시하고 있다. 아울러, 전력사 중장기연구개발계획은 전력그룹사의 기술현안 해결을 지향하는 한편 전력산업구조개편으로 분리된 각 회사의 사업 영위와 미래 성장 동력의 제공을 목표로 삼고 있다.
또한, 전력연구원은 세계 최고의 연구원 달성을 위해 EPRI, CRIEPI, KEMA 등의 선진 전력기술연구원과 활발한 기술교류를 추진해 왔으며, 국내의 한국전기연구원, 한국과학기술원 등과도 연구협력 협정을 체결하여 활발한 기술교류를 통해 연구역량을 강화하고 있다.